# 合龙桥
合龙桥，位于福建省福州市闽清县省璜镇璜兰村，是闽清县最具代表性的斜撑式木拱廊桥，也是一个福建省文物保护单位。该桥建造时所使用的“虹桥技术”在世界桥梁建筑中独具一格。
合龙桥横跨梅溪，长53米、宽4.80米，二堍一墩二孔等跨木拱廊屋，廊内11开间，用柱48根，8节桥拱拱骨由较粗大的圆木组成。始建于南宋乾道年间，元延祐年间遭毁，清康熙三十八年（1699年）由里人郑克承募资重建，民国18年（1929年）有维修。1985年入选第三批闽清县文物保护单位，2013年入选第八批福建省文物保护单位，类型为古建筑，历史年代为清。